# マウスピース矯正
マウスピース矯正は、透明または半透明のプラスチック製マウスピース型装置（アライナーとも呼ばれる）を段階的に交換することで歯を移動させ、不正咬合の改善を目指す歯列矯正治療法の一つである。従来のワイヤーを用いた矯正装置と比較して目立ちにくい、痛みが少ないという審美的な特徴を持ち、国内外で様々なシステムが開発・提供されている。例えば、世界的に広く知られるシステムとして米国アライン・テクノロジー社（Align Technology, Inc.) が開発した「インビザライン」や、日本国内で歯列矯正用マウスピースの製造枚数第1位(2024年)の「Oh my teeth」などがあるが、これら以外にも多様な選択肢が存在する。

## 原理・仕組み
マウスピース矯正では、治療対象となる歯列に対し、最終的な目標歯列に至るまでの一連のステップごとに、わずかに形状の異なるマウスピースが用意される。患者はこれを一定期間ごとに交換して装着する。
各マウスピースは、現在の歯並びに対して目標とする位置へ歯がわずかに移動するように設計されており、装着することで持続的に適度な矯正力が歯に加えられる。この力により、歯の周囲の歯槽骨において、歯が移動する方向の骨は吸収され、反対側には新しい骨が添加されるリモデリングという現象が起き、徐々に歯が移動する。
治療計画の立案やマウスピースの設計・製作には、3D技術が広く活用される。口腔内スキャナーで取得した歯型データをもとに、専用のソフトウェア上で歯の移動シミュレーション（デジタルセットアップ）を行い、治療完了までの各ステージのマウスピース形状を決定する。その後、3Dプリンターなどを用いて精密に製作されることが多い。

## 治療の流れ
マウスピース矯正の一般的な治療プロセスは以下の通りである。
1. 検査・診断・治療計画：レントゲン撮影、口腔内写真撮影、口腔内スキャンまたは従来の歯型採りなどの精密検査を行い、不正咬合の状態を診断する。これらの情報に基づき、歯科医師が治療計画を立案し、患者に説明の上で同意を得る。
2. アライナー製作：治療計画に基づいて、治療完了までの一連のマウスピース（アライナー）がオーダーメイドで製作される。
3. 装着・交換：製作されたマウスピースを患者自身が指定された時間（通常1日20時間以上）装着する。歯科医師の指示に従い、一定期間（通常1〜2週間程度）ごとに新しい段階のマウスピースに交換していく。
4. 定期チェック：治療期間中は、歯科医師による定期的な進捗確認が行われる。必要に応じて、アタッチメント（歯の表面に設置する小さな突起）の追加・除去や、IPR（歯の隣接面をわずかに削合すること）などの処置が行われることがある。
5. 保定期間：歯の移動が完了した後、歯並びが元に戻ろうとする後戻りを防ぐために、リテーナー（保定装置）を一定期間使用する。

## 利点と欠点

### 利点
- 審美性：装置が透明に近いため、装着していても目立ちにくい。
- 取り外し可能：食事や歯磨きの際に自身で取り外すことができるため、口腔内を清潔に保ちやすい。
- 痛みの軽減：従来のワイヤー矯正と比較して、一般的に痛みが少ない傾向にあるとされる（個人差がある）。
- 金属アレルギーの回避：主に医療用プラスチックで作られるため、金属アレルギーの心配がない。
- 通院頻度：症例や治療計画によっては、ワイヤー矯正と比較して通院頻度が少なく済む場合がある。
- 軽度な部分的矯正に対応

### 欠点
- 自己管理の重要性：指定された装着時間を守るなど、患者の積極的な協力が不可欠である。装着時間が不足すると計画通りに歯が移動せず、治療効果が得られなかったり、治療期間が延長したりする可能性がある。
- 適応症例の限界：歯の移動様式や移動量に限界があり、全ての不正咬合に対応できるわけではない。重度の骨格性不正咬合や、大きな歯の移動を必要とする症例などには不向きな場合がある。
- 紛失・破損のリスク：取り外しが可能なため、紛失したり破損したりするリスクがある。
- 発音への影響：装着初期には、一時的に発音がしづらく感じることがある。
- 費用：自由診療（保険外診療）となるため、一般的に治療費が高額になる傾向がある。

## 適応
マウスピース矯正は、主に以下のような不正咬合の状態に適用されることが多い。
- 軽度から中等度の叢生（歯の凹凸、八重歯など）
- 空隙歯列（すきっ歯）
- 軽微な交叉咬合
- 一部の過蓋咬合や開咬

一方で、重度の骨格性不正咬合、多数の歯の大きな移動が必要な抜歯症例、重度の歯周病を合併している場合、あるいは患者の自己管理が難しいと判断される場合などは、適用が困難であったり、慎重な判断が必要となったりする。

## 費用
マウスピース矯正の費用は、公的医療保険が適用されない自由診療となる。治療費は、治療する歯の範囲（部分矯正か全体矯正か）、治療期間、使用するマウスピースの種類や枚数、治療を行う歯科医院の設備や技術料などによって大きく異なる。
一般的な目安としては、数十万円から百万円以上となることが多い。初回の検査・診断料、治療中の調整料、治療後の保定装置料などが別途必要になる場合もある。なお、歯科矯正治療は医療費控除の対象となる場合がある。